# Nguyễn Xuân Linh
Nguyễn Xuân Linh (1909 - 1988) là cán bộ lão thành cách mạng Việt Nam, nhiều năm làm cán bộ chủ trì của tỉnh Nghệ An và tỉnh Hà Tĩnh. Ông là nhà lãnh đạo cuộc tổng khởi nghĩa trong Cách mạng Tháng Tám 1945 ở Nghệ Tĩnh. Ông đã từng giữ chức Thư ký Ủy ban Thường vụ Quốc hội và đã được Nhà nước Việt Nam tặng thưởng Huân chương Sao vàng và Huân chương Hồ Chí Minh.

## Tiểu sử và sự nghiệp
Nguyễn Xuân Linh sinh năm 1906, nhưng có tài liệu thì viết ông sinh ngày 09 tháng 9 năm 1909 tại xã Nam Quang, huyện Nam Đàn, tỉnh Nghệ An. Ông được kết nạp vào Đảng Cộng sản Việt Nam vào năm 1930.

### Người cộng sản kiên trung
Tháng 10 năm 1930, ông bị bắt trong khi đang hoạt động cách mạng, bị kết án 3 năm tù giam và 1 năm quản chế, nhưng đến năm 1931 thì được thả. Sau khi ra tù, ông tiếp tục hoạt động, đến tháng 12 năm 1931, Khu ủy lâm thời Vinh được khôi phục, Nguyễn Xuân Linh là 1 trong 3 ủy viên. Đến giữa tháng 3 năm 1932, Nguyễn Xuân Linh triệu tập Hội nghị cán bộ để khôi phục Khu ủy và được bầu làm Bí thư. Đến tháng 9 năm 1932, ông lại bị bắt giam ở Vinh, bị kết án 13 năm khổ sai và 6 năm rưỡi quản chế, rồi bị đày đi Lao Bảo, Buôn Mê Thuật.
Tháng 9 năm 1943, ông được tha tù rồi bị giải về Vinh quản chế. Tại đây, ông tiếp tục hoạt động, tham gia thành lập Xứ ủy Trung Kỳ. Đến tháng 4 năm 1944, ông lại bị bắt ở Diễn Châu, bị giam ở Vinh cho đến tháng 3 năm 1945, mới ra khỏi tù.

### Người lãnh đạo Cách mạng Tháng Tám 1945 ở Nghệ Tĩnh
Tháng 3 năm 1945, sau khi được thả, Nguyễn Xuân Linh đã cùng các đồng chí khác, tiếp tục ngay vào hoạt động. đưa ra chủ trương thành lập Ban vận động Việt Minh hai tỉnh Nghệ An và Hà Tĩnh để tập hợp lực lượng, gây dựng phong trào.
Ngày 19 tháng 5 năm 1945, Ban vận động Mặt trận Việt Minh liên tỉnh Nghệ An và Hà Tĩnh được thành lập tại thành phố Vinh. Nguyễn Xuân Linh được cử làm Trưởng ban vận động.
Tháng 8 năm 1945, tại Đại hội đại biểu Việt Minh liên tỉnh Nghệ An và Hà Tĩnh, Nguyễn Xuân Linh được bầu làm Bí thư. Dưới sự lãnh đạo của Việt Minh liên tỉnh do Nguyễn Xuân Linh đứng đầu, cuộc tổng khởi nghĩa Tháng Tám tại Nghệ An và Hà Tĩnh đã kết thúc thành công, chính quyền cách mạng chính thức được thành lập vào ngày 21 tháng 8 năm 1945.

### Sau tháng 8 năm 1945
Đầu tháng 10 năm 1945, Nguyễn Xuân Linh được cử làm Bí thư lâm thời Tỉnh ủy Nghệ An. Tháng 12 năm 1949, ông làm Ủy viên Thường vụ, sau đó là Phó Bí thư Liên khu ủy IV, Chánh án Tòa án quân sự Liên khu.
Trong giai đoạn từ năm 1951 đến năm 1954, ông là Bí thư Tỉnh ủy Hà Tĩnh. Sau đó, ông là Ủy viên Thường vụ Liên khu ủy phụ trách dân vận và là Giám đốc Tổng Công ty Lâm thổ sản.
Từ năm 1959 đến năm 1972, ông được cử về làm Bí thư Tỉnh ủy Hà Tĩnh lần thứ hai. Đến tháng 5 năm 1972, ông được điều động ra Hà Nội làm Ủy viên Ban Thường vụ Quốc hội, Thư ký Ủy ban Thường vụ Quốc hội.
Ông là đại biểu Quốc hội khóa III, khóa IV
Ông về hưu vào năm 1978 và từ trần vào ngày 10 tháng 3 năm 1988 tại Hà Nội.
Với những cống hiến của mình, ông đã được Nhà nước Việt Nam tặng thưởng nhiều huân chương trong đó có 2 huân chương cao quý nhất là Huân chương Sao vàng (truy tặng năm 2011) và Huân chương Hồ Chí Minh.

## Vinh danh

### Khen thưởng:
- Huân chương Sao vàng (2011).
- Huân chương Hồ Chí Minh.

### Tên đường phố
Phố Nguyễn Xuân Linh được đặt cho đoạn từ ngã ba giao cắt phố Trần Duy Hưng tại số nhà 115 đến ngã ba giao cắt đường Lê Văn Lương. Trên địa bàn tỉnh Nghệ An đã có một con đường mang tên ông.

## Gia đình
Cha ông là Nguyễn Xuân Xưởng (1876 -?), đỗ cử nhân Hán học. Mẹ ông là bà Nguyễn Thị Yên mất sớm, nên từ nhỏ Nguyễn Xuân Linh đã theo cha khi cụ làm Giáo thụ phủ Đức Thọ, tỉnh Hà Tĩnh.